# Tomohiko Ito
Tomohiko Ito (伊藤 友彦 Ito Tomohiko?, nacido el 28 de mayo de 1978 en Osaka) es un exfutbolista japonés. Jugaba de guardameta y su último club fue el Shonan Bellmare de Japón.

## Trayectoria

### Clubes
| Club            | País  | Año         |
| --------------- | ----- | ----------- |
| Nagoya SC       | Japón | 1997 - 1998 |
| Ventforet Kofu  | Japón | 1999 - 2000 |
| Shonan Bellmare | Japón | 2001 - 2002 |
| Cerezo Osaka    | Japón | 2003 - 2005 |
| Shonan Bellmare | Japón | 2006 - 2010 |